# 苏区镇
苏区镇是中华人民共和国广东省河源市紫金县下辖的一个镇，位于紫金县东南部。辖区总面积125平方公里，下辖8个村，总人口1.93万人。

## 行政区划
苏区镇下辖以下村级行政区划单位
炮子村、青溪村、龙上村、黄布村、永光村、永坑村、赤溪村和小北村。